# Plantão Animal
Plantão Animal foi um programa da RedeTV! exibido aos domingos ás 16:00 com apresentação de Jackeline Petkovic. O programa chegou ao fim em 16 de outubro de 2016 após 23 episódios.

## Formato
O programa era voltado para todas as idades e estreou dia 8 de maio de 2016, com  a promessa de debater um tema inédito: mostrar o que acontece em hospitais veterinários sem fins lucrativos, além de matérias externas, dicas dos veterinários e vídeos da internet sobre animais, além de também apresentar alguns concursos culturais.

## Repercussão

### Audiência
Em sua estreia, o programa marcou 0.5 pontos, cumprindo a meta de audiência esperada pela emissora,. Em seus melhores momentos, chegou a alcançar 0.7 ponto, ficando em quarto lugar entre as 5 maiores audiências do domingo da Rede TV . O Programa teve ainda uma média decimal de 00.38 ponto, a audiência foi considerada razoável pela Rede TV.

### Críticas
O jornalista Guilherme Beraldo deu nota 10 ao programa e elogiou o desempenho de Jackeline Petkovic à frente da atração. Segundo Beraldo, o programa "segue a linha dos programas do gênero na TV Paga", elogiando a emissora por "dedicar espaço para os animais com dramas reais. Jackeline Petkovic no comando está dando um show."
.